# Sönke Rothenberger

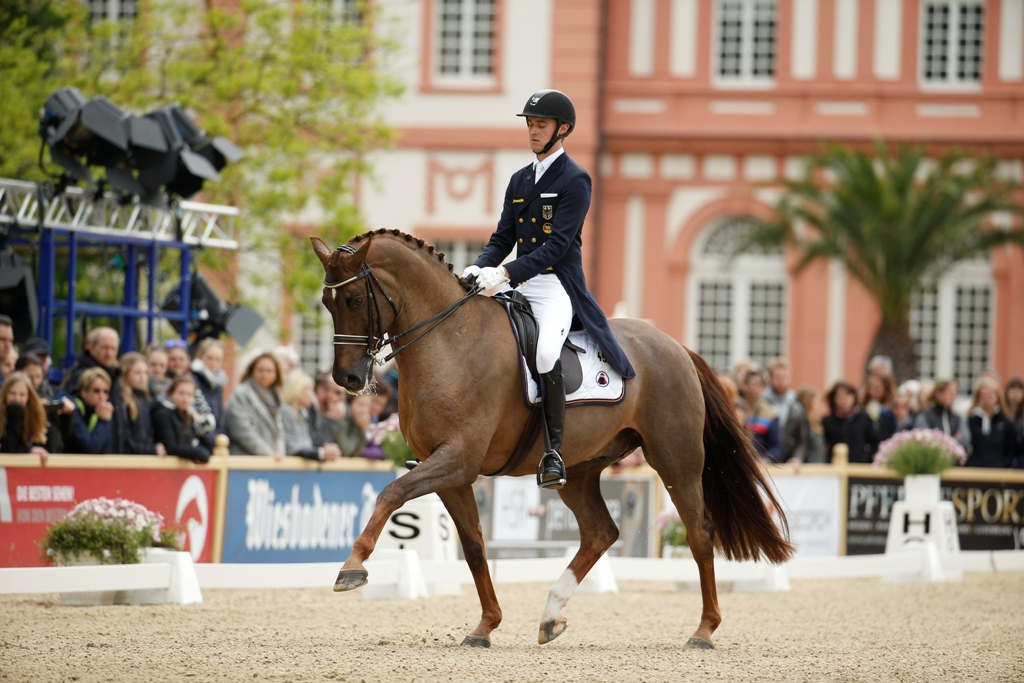
Sönke Rothenberger mit Favourit beim CDI 5* PfingstTurnier Wiesbaden 2016

Sönke Rothenberger (* 14. Oktober 1994) ist ein Dressur- und Springreiter. Er startet im Sport für Deutschland.

## Familie
Sönke Rothenberger ist der Sohn des Unternehmers und Dressurreiters Sven Rothenberger und der Dressurreiterin Gonnelien Rothenberger-Gordijn, die beide nach ihrer Heirat im Sport für die Niederlande antraten. Er verfügt über die deutsche und die niederländische Staatsbürgerschaft und spricht sowohl deutsch als auch niederländisch. Wie seine Schwestern Sanneke und Semmieke tritt er als Sportler für Deutschland an. Ansässig ist Sönke Rothenberger auf dem familieneigenen Gestüt Erlenhof in Bad Homburg vor der Höhe.

## Leben

### Kindheit und Jugend
Rothenberger saß von Kindheit an im Sattel und wuchs früh in den Dressursport herein. Bereits im Jahr 2005 wurde er mit dem Reitponyhengst Wimbledon hessischer Vizemeister der Ponyreiter und startete in ersten internationalen Prüfungen seiner Altersklasse. Im selben Jahr übernahm er von Anna von Negri den Ponyhengst Deinhard B, mit dem diese Vize-Bundeschampion sowie Pony-Mannschafts- und Einzeleuropameister geworden war.
Im Jahr 2007 wurde Rothenberger mit Deinhard B Mannschaftseuropameister in seiner Altersklasse, im Folgejahr sicherte er sich diesen Titel in Mannschafts- und Einzelwertung. Im Jahr 2009 schloss er seine Ponyreiterzeit mit Deinhard B als Deutscher Meister in der Ponydressur, Mannschaftseuropameister und Vize-Europameister im Einzel ab.
Während sein Spitzenpony Deinhard B in Folge Lena Charlotte Walterscheidt und Semmieke Rothenberger zu Erfolgen in der Ponydressur trug, wandte sich Sönke Rothenberger in Folge vermehrt dem Springreiten zu. Mit Unterstützung seines Onkels Yves Houtackers (der unter anderem für die Niederlande im Springreiten an den Europameisterschaften 2005 teilnahm) bestritt er auch hier Prüfungen bis hin zur schweren Klasse, wurde im Jahr 2012 hessischer Landesmeister der Junioren im Springreiten und war im selben Jahr Mitglied der deutschen Nationenpreismannschaft der Junioren beim CSIOJ Lamprechtshausen.

### Reiter auf Grand Prix-Niveau
Auch in den nächsten zwei Jahren war er als Junger Reiter in Springprüfungen auch auf internationalen Niveau erfolgreich. Dennoch brachten ihn zwei Pferde wieder vermehrt in den Dressursattel: Der braune Wallach Cosmo kam vierjährig in den Stall Rothenberger, als sechsjähriges Pferd bestritt er zusammen mit Sönke Rothenberger erstmals eine Dressur der Klasse M. Ein Jahr später nahmen beide an Dressuren der Klasse S teil und wurden aufgrund ihrer Ergebnisse für zwei Nationenpreise der Jungen Reiter nominiert. Als ersten gemeinsamen Saisonhöhepunkt nahmen beide im Juli 2014 an den Dressur-Europameisterschaften der Jungen Reiter teil, gewannen mit der Mannschaft die Gold- und in der Einzelwertung die Bronzemedaille. Einen Monat später wurde Rothenberger mit Cosmo zudem Deutscher Meister der Jungen Reiter.
Das zweite Dressurpferd ist der Dunkelfuchswallach Favourit, den zunächst Anfang 2013 Sanneke Rothenberger als Pferd für den Dressursport auf Grand Prix-Niveau von Tinne Vilhelmson Silfvén übernahm. Da es zwischen Reiterin und Pferd nicht optimal harmonierte, bat sie ihren Bruder, Favourit zu reiten. Da Sönke Rothenberger mit dem Wallach gut zurechtkam, übernahm er ab der zweiten Jahreshälfte 2014 dessen Beritt. Mit Favourit bestritt er im September 2014 den ersten Grand Prix de Dressage seiner Karriere auf einem national ausgeschriebenen Turnier im niederländischen Emmeloord und gewann die Prüfung. Eine Woche später gewann er beim nationalen Dressurturnier in Darmstadt-Kranichstein gegen international erfahrene Paare den Grand Prix mit über 73 Prozent und siegte auch im ersten Grand Prix Spécial seiner Sportlerlaufbahn deutlich mit über 75 Prozent. Bei seinem ersten internationalen Turnier auf Grand Prix-Niveau, dem CDI 4* beim CHI Donaueschingen bestätigte Rothenberger mit Favourit diese Leistungen, so dass er bereits im Oktober erstmals an einem Weltcupturnier (in Odense) starten durfte, wo er seine erste Grand Prix Kür mit 74,750 Prozent abschloss. Weitere Weltcupteilnahmen mit Favourit folgten in diesem Winter in Stuttgart, Stockholm, London, Amsterdam und 's-Hertogenbosch, so dass er die Westeuropaliga auf dem neunten Platz abschloss.
Im Rahmen seines im Herbst 2013 begonnenen Studiums (International Business Administration (B.Sc.) an der Frankfurt School of Finance and Management) belegte er über das Jahr 2015 hinweg ein Auslandsjahr an der Universität Nijmegen. Während dieser Zeit war er bei Anky van Grunsven und Sjef Janssen ansässig und wurde auch von diesen trainiert. In diesem Jahr durfte Sönke Rothenberger erstmals beim großen Aachener Reitturnier starten (in jenem Jahr wurde kein CHIO durchgeführt, als Ersatz fand jedoch ein mit rund 150.000 Euro dotiertes CDI 5*-Turnier statt), mit über 77 Prozent in der Grand Prix Kür kam er hier auf den dritten Rang. Auch Cosmo ging im Jahr 2015 seine ersten Grand Prix-Prüfungen: Nach einem Sieg im (etwas leichteren) U25-Grand Prix beim Nationenpreisturnier in Rotterdam erreichten Rothenberger und Cosmo die zweiten Plätze im Grand Prix und in der Grand Prix Kür beim CDI 4* Perl mit über 77 bzw. 78 Prozent.

### Mitglied im Championatskader
Die Kader der deutschen Dressurkader wurde im Dezember 2015 neu festgelegt, dabei wurde Sönke Rothenberger mit Cosmo in den A-Kader (Championatskader) aufgenommen. Im Winterhalbjahr 2015/2016 verzichtete er auf die Weltcupteilnahme und bestritt stattdessen bereits im Februar 2016 in Südspanien ein erstes Freiluftturnier, wo er beide Prüfungen mit Cosmo vor Carl Hester mit dessen Championatspferd Nip Tuck gewann. Beim traditionellen Saisonauftakt der deutschen Dressurreiter, dem CDI 4* Hagen a.T.W., kamen beide in Grand Prix und Grand Prix Spécial auf den zweiten Rang.
Bei den Deutschen Meisterschaften 2016, die sich durch ein sehr hohes Leistungsniveau auszeichneten (Dressurrichterin Dr. Evi Eisenhardt: „Ich kann mich nicht erinnern, schon einmal eine Deutsche Meisterschaft auf diesem Niveau gerichtet zu haben.“) kam er im Grand Prix Spécial mit Cosmo mit über 80 Prozent auf den fünften Platz, in der Grand Prix Kür verpassten beide mit nur 0,025 Prozent Abstand knapp die Bronzemedaille.

„Das jüngste Pferd im Feld begeisterte mit seiner tänzerischen Leichtfüßigkeit. Die Trabverstärkungen kann man sich nicht besser denken, aber auch in den anderen Gangarten ist er mit Leichtigkeit und immer im schönen Bergauf unterwegs, aufs Feinste unterstützt von seinem ebenfalls noch jungen Reiter Sönke Rothenberger.“

Aufgrund der Ergebnisse dieser ersten Sichtung für die Olympischen Sommerspiele wurde Rothenberger mit Cosmo für die deutsche Equipe beim Nationenpreis in Aachen nominiert. In der ersten Teilprüfung, dem Grand Prix, zeigten beide zunächst einen guten Ritt, anstelle der als 19. Lektion vorgesehenen Zweierwechseln machte Cosmo jedoch Bocksprünge. Für den zweiten Teil der Prüfung brachte Rothenberger den Wallach jedoch wieder auf seine Seite und kam noch auf ein Ergebnis von 75,600 %. Im Grand Prix Spécial, der zweiten Teilprüfung des Nationenpreises kamen sie auf 76,412 %. Aufgrund der hohen Leistungsdichte seiner Mannschaftskolleginnen (alle drei in beiden Prüfungen jeweils über 80 Prozent) qualifizierte er sich zwar nicht für die Grand Prix Kür (in der nur maximal drei Reiter pro Nation starten dürfen), wurde dennoch als vierter Reiter für die Olympischen Spiele nominiert.
Bei den Olympischen Spielen in Rio de Janeiro gewann Rothenberger dann mit der Mannschaft die Goldmedaille. Er war mit Cosmo zwar in beiden Prüfungen das Streichergebnis der Equipe, dennoch zählte er in Grand Prix und Grand Prix Spécial jeweils zu den zehn besten Paaren. Da maximal drei Reiter pro Nation im Einzelfinale der besten 18 Reiter (der Grand Prix Kür) startberechtigt sind, wird er im Endergebnis der Einzelwertung auf dem 19. Rang geführt.
Für den Gewinn der Goldmedaille in Rio wurde er am 1. November 2016 mit dem Silbernen Lorbeerblatt ausgezeichnet.
Ein Jahr später standen dann auch die ersten Einzelmedaillen in der Altersklasse der „Reiter“ für Rothenberger und Cosmo an: Bei den Deutschen Meisterschaften gab es in beiden Wertungen die Silbermedaille. Bei den Europameisterschaften in Göteborg konnte dieser Erfolg wiederholt werden, auch gegen die internationale Konkurrenz musste Sönke Rothenberger sich nur Isabell Werth geschlagen geben. Gerade in der Grand Prix Kür fiel die Entscheidung äußerst knapp aus, beide Reiter kamen mit ihren Pferden auf Ergebnisse von über 90 Prozent. Bei den Deutschen Meisterschaften 2018 übertrumpften Rothenberger und Cosmo erstmals Werth und ihre Stute Weihegold OLD, Rothenberger wurde in beiden Wertungen Deutscher Meister. Bei den Weltreiterspielen 2018 verpasste er knapp eine Einzelmedaille.
Ende Februar 2019 brach auf dem Gestüt der Rothenbergers ein Feuer aus, bei dem Sönke Rothenberger unter anderem sein Nachwuchspferd Zum Glück sowie fünf weitere Pferde verlor und sich selbst bei Rettungsversuchen leichte Verbrennungen zuzog. Beim ersten Turnierstart mit dem weitgehend unverletzt gebliebenen Cosmo gewann Sönke Rothenberger bei Horses & Dreams 2019 den Grand Prix und Grand Prix Spécial.
Seine bislang beste Weltranglistenrangierung erreichte Rothenberger ab September 2017, als er mit Cosmo mehrere Monate lang Weltranglistenzweiter war. Im Januar 2021 befand sich Rothenberger mit Santiano R auf Rang 52 sowie mit Cosmo auf Rang 75 der Weltrangliste der Dressurreiter. Für 2021 befindet sich Rothenberger mit Santiano R im deutschen Perspektivkader (ehemals B-Kader) der Dressurreiter. Laut Bundestrainerin Monica Theodorescu wurde Cosmo bei der Kaderberufung nicht berücksichtigt, da dieser 2020 auf keinem Turnier vorgestellt wurde.

## Pferde

### Aktuelle Pferde (Dressur)
- Cosmo 59 (* 2007), brauner KWPN-Wallach, Vater: Van Gogh (international erfolgreiches Springpferd, geritten von Marco Kutscher[21]), Muttervater: Landjonker[22]
- Santiano R (* 2008), brauner DSP-Wallach, Vater: San Amour I, Muttervater: Lord Sinclair I[23]
- Fendi (* 2014), dunkelbrauner DWB-Wallach, Vater: Franklin, Muttervater: Diamond[24]
- Matchball OLD (* 2012), Oldenburger Rappwallach, Vater: E.H. Millennium, Muttervater: De Niro
- Del Sogno 4 (* 2019), dunkelbrauner Hannoveraner Hengst, Vater: Dante’s Jr., Muttervater: Lauries Crusador xx

### Ehemalige Turnierpferde (Dressur)
- Deinhard B (1999–2015), Deutsches Reitpony Palomino-Hengst, Vater: Dornik B, Muttervater: Golden Dancer[25][26]
- Favourit (* 1999), Rheinländer Dunkelfuchs-Wallach, Vater: Fidermark, Muttervater: Worldchamp[27]
- Wimbledon 35 (* 1994), Deutsches Reitpony Fuchshengst, Vater: Waldemar, Muttervater: Patrick, später von Joy Albeck geritten[28]

### Ehemalige Turnierpferde (Springreiten)
- Liza Minelli 16 (* 1999), braune Oldenburger Stute, Vater: Fortinbras, Muttervater: Landadel[29]

## Erfolge

### Championate
Olympische Spiele (Dressur):
- 2016, Rio de Janeiro: mit Cosmo 1. Platz mit der Mannschaft und 19. Platz in der Einzelwertung

Weltmeisterschaften (Dressur):
- 2018, Tryon: mit Cosmo 1. Platz mit der Mannschaft und 4. Platz im Grand Prix Spécial (Die Grand Prix Kür fiel auf Grund des Wetters aus)

Europameisterschaften (Dressur):
- 2007, Freudenberg (Ponyreiter): mit Deinhard B Gold mit der Mannschaft und Bronze in der Einzelwertung
- 2008, Avenches (Ponyreiter): mit Deinhard B Gold mit der Mannschaft und Gold in der Einzelwertung
- 2009, Moorsele (Ponyreiter): mit Deinhard B Gold mit der Mannschaft und Silber in der Einzelwertung
- 2014, Arezzo (Junge Reiter): mit Cosmo Gold mit der Mannschaft, Bronze in der Einzelwertung und 9. Platz in der Kür-Einzelwertung
- 2017, Göteborg: mit Cosmo Gold mit der Mannschaft, Silber im Grand Prix Spécial (82,479 %) und Silber in der Grand Prix Kür (90,614 %)
- 2019, Rotterdam: mit Cosmo Gold mit der Mannschaft und 6. Platz im Grand Prix Spécial (78,116 %)

Deutsche Meisterschaften (Dressur):
- 2008, Hannover (Ponyreiter): mit Deinhard B 2. Platz in der Einzelwertung (hinter Sanneke Rothenberger mit Konrad)
- 2009, München (Ponyreiter): mit Deinhard B 1. Platz in der Einzelwertung[30]
- 2014, Zeiskam (Junge Reiter): mit Cosmo 1. Platz in der Einzelwertung
- 2016, Balve: mit Cosmo 5. Platz im Grand Prix Spécial (80,235 %) und 4. Platz in der Grand Prix Kür (84,050 %)
- 2017, Balve: mit Cosmo 2. Platz im Grand Prix Spécial (80,804 %) und 2. Platz in der Grand Prix Kür (87,600 %)
- 2018, Balve: mit Cosmo 1. Platz im Grand Prix Spécial (83,706 %) und 1. Platz in der Grand Prix Kür (88,425 %)
- 2020, Balve: mit Santiano 9. Platz im Grand Prix Spécial (75,353 %) und 6. Platz in der Grand Prix Kür (79,000 %)

Deutsche Meisterschaften (Springreiten):
- 2014, Zeiskam (Junge Reiter): mit Liza Minelli 12. Platz in der Einzelwertung[31]

### Beste internationale Ergebnisse (seit 2014)
Grand Prix de Dressage
- 2014: 72,720 % (7. Platz beim CDI-W Stuttgart mit Favourit)
- 2015: 77,140 % (2. Platz beim CDI 4* Perl mit Cosmo)
- 2016: 78,600 % (2. Platz beim CDI 4* Hagen mit Cosmo)
- 2017: 78,940 % (1. Platz beim CDI 3* Valencia mit Cosmo)
- 2018: 81,444 % (3. Platz beim Grand Prix der Weltreiterspielen Tryon mit Cosmo)
- 2019: 81,370 % (1. Platz beim CDI 4* Aachen mit Cosmo)
- 2020: 71,783 % (13. Platz beim CDI-W Amsterdam mit Santiano R)

Grand Prix Spécial
- 2014: 73,235 % (3. Platz beim CDI 4* Donaueschingen mit Favouit)
- 2015: 70,667 % (7. Platz beim CDI 4* Hagen mit Favourit)
- 2016: 77,941 % (1. Platz beim CDI 3* Jerez de la Frontera mit Cosmo)
- 2017: 82,479 % (2. Platz bei den Europameisterschaften in Göteborg mit Cosmo)
- 2018: 84,362 % (1. Platz beim CDI 4* Donaueschingen mit Cosmo)
- 2019: 82,213 % (1. Platz beim CDI 4* Aachen mit Cosmo)
- 2020: bisher kein Start in einem internationalen Grand Prix Spécial

Grand Prix Kür
- 2014: 77,825 % (6. Platz beim CDI-W London mit Favourit)
- 2015: 78,850 % (2. Platz beim CDI 4* Perl mit Cosmo)
- 2016: 76,375 % (2. Platz beim CDI 4* Frankfurt mit Favourit)
- 2017: 90,614 % (2. Platz bei den Europameisterschaften Göteborg mit Cosmo)
- 2018: —
- 2019: 80,040 % (2. Platz beim CDI 4* Wiesbaden mit Santiano R)
- 2020: 79,285 % (6. Platz beim CDI-W Neumünster mit Santiano R)